# Voormalige Doopsgezinde Kerk (Middelburg)
De Voormalige Doopsgezinde Kerk is een rijksmonument en voormalig kerkgebouw in Middelburg, gelegen aan de Hoogstraat 20. Het gebouw uit 1592 werd in 1629 verbouwd tot kerk, bestemd voor de doopsgezinde eredienst. In 1889 werd een nieuw kerkgebouw in gebruik genomen en het gebouw verkocht aan het Leger des Heils. Het Leger verliet het gebouw in 2009 en verkocht het aan Theaterproductiehuis Zeelandia.

## Het gebouw
Het gebouw, dat in 1592 tegen de Stadsschuur werd aangebouwd, diende oorspronkelijk als zeepziederij. In 1629 werd het pand aangekocht door de Doopsgezinde Gemeente in Middelburg en na een verbouwing in 1630 als kerkgebouw in gebruik genomen. Tijdens de tweede helft van de 19e eeuw groeide de gemeente zodanig dat er een tekort aan zitplaatsen ontstond. In 1888 werd daarom besloten een nieuw en groter kerkgebouw te laten bouwen aan de Lange Noordstraat. Deze kerk was in 1889 gereed en het overbodige kerkgebouw aan de Hoogstraat werd verkocht aan het Leger des Heils. Het Leger gebruikte het gebouw tot 2009 toen in maart een nieuw gebouw in gebruik werd genomen aan het Zwin. In datzelfde jaar werd het pand aan de Hoogstraat verkocht aan Theaterproductiehuis Zeelandia dat in 2005 was opgericht.